# Wesołe Miasteczko (Jaworzno)
Wesołe Miasteczko, Siłownia – nieoficjalna nazwa części miasta oraz przemysłowa dzielnica miasta Jaworzno. Duży obszar zajmują tereny zielone. Dzielnica powstała podczas i po wybudowaniu Elektrowni Jaworzno II.
Położona jest w zachodniej części miasta. Graniczy z dzielnicą Dąbrowa Narodowa na północy, od wschodu z Niedzieliskami i Śródmieściem, a od południa z Jeleniem. Od zachodu graniczy z miastem Mysłowice.

## Geneza nazwy
Wesołe Miasteczko „to nazwa dawnych Domów Młodego Górnika, później przyjęła się także jako nazwa własna terenów w pobliżu Elektrowni II, gdzie takie domy, internaty się znajdowały. Żartobliwa nazwa „Wesołe Miasteczko”, określająca osiedle przy elektrowni z czasów jej budowy, nadana przez mieszkańców Jaworzna, pochodzi niewątpliwie od warunków życia jak i „charakteru ich mieszkańców”. Wieczna hulanka, wolność i swawole to podobno dobre określenie tego miejsca w tych czasach. Osiedle było odizolowane, odległe od centrum miasta o kilka kilometrów, a jego mieszkańcy znaleźli się tu niejednokrotnie z zupełnie przypadkowych powodów. Budynki i baraki w których mieszkali miały w większości charakter prowizoryczny, tymczasowy co odzwierciedlało trudną sytuację mieszkaniową w mieście”.
W obrębie Wesołego Miasteczka znajduje się m.in. Wysoki Brzeg, Osiedle Awaryjne (zlikwidowane), Kolonia Artur i Zachodni Zespół Przemysłowy.

## Ważniejsze obiekty
- Elektrownia Jaworzno

## Większe ulice
- Martyniaków (główna)
- Wojska Polskiego
- Promienna
- Energetyków
- Dąbrowszczaków (od 2017 część ul. Energetyków)[5][6]
- Dobrej Energii